# 王夢麟
王夢麟（1954年4月15日—），台灣男歌手，活躍於1980年代初，以演唱校園民歌為主。原為計程車司機，於1978年通過新格唱片發表第一首詞曲創作〈雨中即景〉一舉成名，與民歌手趙樹海時常搭檔演唱。1997年，王夢麟、趙樹海與黃大城合組MIB三重唱，MIB三重唱總共發行兩張唱片專輯《Music Is Back》（1997年發行）、《母親我愛您》（1999年發行）。
王夢麟原唱的著名歌曲有〈雨中即景〉、〈木棉道〉、〈阿美阿美〉、〈小草〉、〈廟會〉等。

## 早年
王夢麟才出生三個月，就被父母送給別人領養，從小在台北市大安區陸軍總司令部眷村「成功新村」（成功國宅前身）長大，因家境清寒，經常在公園看大哥哥們彈吉他並邊看邊學，沒錢買吉他，只好開口向鄰居借了一把吉他，慢慢把吉他學會。王夢麟初中沒畢業，又因為小時候混過太保，有違規事跡，家人於是想送他去海軍士官學校磨練一番；但他連考士校三期都沒中，想到台北鐵工廠工作，一樣沒有人願意收留他，最後只好隨爸爸到酒店打雜。
於是，王夢麟參加歌唱比賽，得到第十名，奠定了他進入到演藝圈的信心與意志；當時的主持人是包國良。

## 青年
王夢麟當兵退伍後，便立即結婚。由於當時沒有一技之長，王夢麟便買了一把吉他，在西餐廳唱美國流行歌曲，每天唱一個鐘頭，在家裡有空就寫寫歌，想當個創作及駐唱歌手。
從事計程車司機的生意期間，王夢麟聽到邰肇玫及楊耀東（金韻獎第一屆歌手）的創作及歌聲，更加興起自己寫歌的想法，也因英雄惜英雄而認識了趙樹海，又因為趙樹海認識邰肇玫。於是趙樹海建議王夢麟，把歌曲直接寄給新格唱片。1978年，王夢麟通過新格唱片發表第一首詞曲創作〈雨中即景〉一舉成名，與趙樹海及黃大城時常搭檔演唱。當時，正好碰到中華民國退出聯合國的時代背景，沒有太多快樂的歌曲抒發；〈雨中即景〉歌曲表現詼諧與寫實，馬上成為大家朗朗上口的曲子。王夢麟是少數沒有參加金韻獎比賽，就成為唱片公司力捧的民歌手。
1979年，王夢麟有一首光棍想交女友的應景情歌〈阿美阿美〉，這首歌因緣際會成為追老婆的好調子，許多人的老婆都叫「阿美」；當時許多人靠這首歌也追到另一半，還讓王夢麟民歌生涯達到最高峰。
王夢麟原唱的著名歌曲有〈雨中即景〉、〈木棉道〉、〈阿美阿美〉、〈小草〉、〈廟會〉等。

## 中年
1997年，王夢麟與趙樹海與黃大城共3人合組MIB三重唱，MIB三重唱總共發行兩張唱片專輯《Music Is Back》（1997年發行）、《母親我愛您》（1999年發行）。
2000年，王夢麟因犯殺人未遂罪被判處有期徒刑兩年，出獄後重回歌壇。
2015年7月16日，王夢麟否認他曾參加金韻獎，他從來沒有參加民歌比賽；〈雨中即景〉是他在家拿2台錄音機錄好之後，請趙樹海託邰肇玫轉交新格唱片，受到新格唱片賞識才一舉成名。

## 音樂作品

### 音樂專輯

#### 個人專輯
| 出版日期 | 專輯名稱                   | 發行公司         | 曲目 |
| -------- | -------------------------- | ---------------- | --- |
| 1979     | 《阿美！阿美》             | 新格唱片         | 曲目 1. 母亲！我爱您！ 2. 电动玩具 3. 故事 4. 我俩 5. 奔 6. 野鸽 7. 阿美！阿美！ 8. 盼 9. 晨 10. 生命的展望 11. 清晨时光 12. 小草                                       |
| 1980     | 《一家歡樂百家愁(打秋風)》 | 新格唱片         | 曲目 1. 一家欢乐百家愁（打秋风） 2. 庙会 3. 十九岁那年 4. 牵着你的手 5. 凝唤 6. 木棉道 7. 献给父亲 8. 古国今昔 9. 石油涨价的那天 10. 感怀 11. 雨中的故事 12. 爷爷请戒烟 |
| 1983     | 《歡樂假期》               | 新格唱片         | 曲目 1. 歡樂假期 2. 是否因為你 3. 街景 4. 向小人物致敬 5. 拼宵夜 6. 西遊記 7. 老人與狗 8. 讓我告訴你 9. 離別前的話 10. 西風                                             |
| 1985     | 《筱梅，記得等著我回來》   | 海麗唱片實業發行 | 曲目 1. 記得等著我回來 2. 愛的唯一 3. 讓我告訴你 4. 留下吧！艾美 5. 請你當我的伴 6. 筱梅 7. 夢中的倩影 8. 遇見你 9. 雨中即景-J版 10. FOR YOU ALL(演奏曲)                |
| 1994     | 《我知道我變了樣》         | 波麗佳音發行     | 曲目 1. 我知道我變了樣 2. 春花秋月 3. 男人四十一枝花 4. 仰望 5. 司機，別開的太快 6. 阿美阿美1994 7. 歌 8. 把妳留到明天再想 9. 搖滾馬路 10. 我知道我變了樣(真情版)       |

#### 合輯
| 出版日期 | 專輯名稱           | 發行公司 | 曲目                  |
| -------- | ------------------ | -------- | --------------------- |
| 1979/4   | 《金韻獎3》        | 新格唱片 | 雨中即景              |
| 1980     | 《金韻獎7》        | 新格唱片 | 七月涼山 努力奮起     |
| 1984     | 《金韻獎創新專輯》 | 新格唱片 | 離開我走近你 校園戀曲 |

## 主持作品
| 播出日期                    | 頻道  | 節目           | 備註                           |
| --------------------------- | ----- | -------------- | ------------------------------ |
|                             | 台視  | 《大世界》     | 錄完第8集後以身體不適為由辭職  |
|                             | 台視  | 《第一棚》     | 與丁曉慧主持                   |
| 1986年10月8日至1988年6月8日 | 中視  | 《歡樂隊對碰》 | 先後與費貞綾、羅璧玲、于楓主持 |
| 1987年2月至1987年3月        | 中視  | 《歡樂假期》   |                                |
|                             | 中視  | 《王夢麟專輯》 |                                |
|                             | 中視  | 《熱歌勁賽》   | 與金佩姍共同主持               |
|                             | GTV27 | 《OPK俱樂部》  |                                |

## 演出作品

### 電視劇
| 年份   | 頻道     | 劇名                                 | 角色                              |
| 1986年 | 中視     | 《彩霞滿天》                         |                                   |
| 1996年 | 台視     | 《臺灣演義》                         | 宋主任                            |
| 2010年 | 華視     | 《愛∞無限》                          | 梁福城                            |
| 2010年 | 中視     | 《流氓校長》擔任製作人               | 蕭國立                            |
| 2011年 | 民視     | 《新兵日記之特戰英雄》               | 前陆军航特部空训中心士官长 吳大雄 |
| 2013年 | 台視     | 《大紅帽與小野狼》                   | 張伯民                            |
| 2013年 | 公視     | 《含苞欲墜的每一天》                 | 吉兒父                            |
| 2013年 | 公視     | 《公視人生劇展－阿弟仔，知道不知道》 | 阿弟仔                            |
| 2014年 | 台視     | 《徵婚啟事》                         | 許天鳴                            |
| 2015年 | 湖南衛視 | 《明若晓溪》                         | 牧英雄                            |

### 電影
| 年份       | 片名                             | 角色     |
| 1980年11月 | 《歡樂群英》（又名《阿美阿美》） |          |
| 2015年1月  | 《十萬夥急》                     |          |
| 2016年9月  | 《銷售奇姬》                     |          |
| 2023年12月 | 《BIG》                          | 珈農爸爸 |

## 廣告
- 義美食品「義美小泡芙禮盒」（1987年）
- La New皮鞋「La New大彈力牛仔褲」（2010年，與趙樹海合作拍攝）

## 外部連結
- 王夢麟在香港影庫上的簡介